# Giovanni Maccarinelli
Giovanni Maccarinelli (1839 – Brescia, 1923) è stato un organaro italiano.
Nel 1889 si unì a Diego Porro e a Giuseppe Mazzelli, fondando la "Porro e Maccarinelli". Nel 1902 Maccarinelli uscì dalla società.
Morì nel 1923.

## Organi costruiti (elenco parziale)

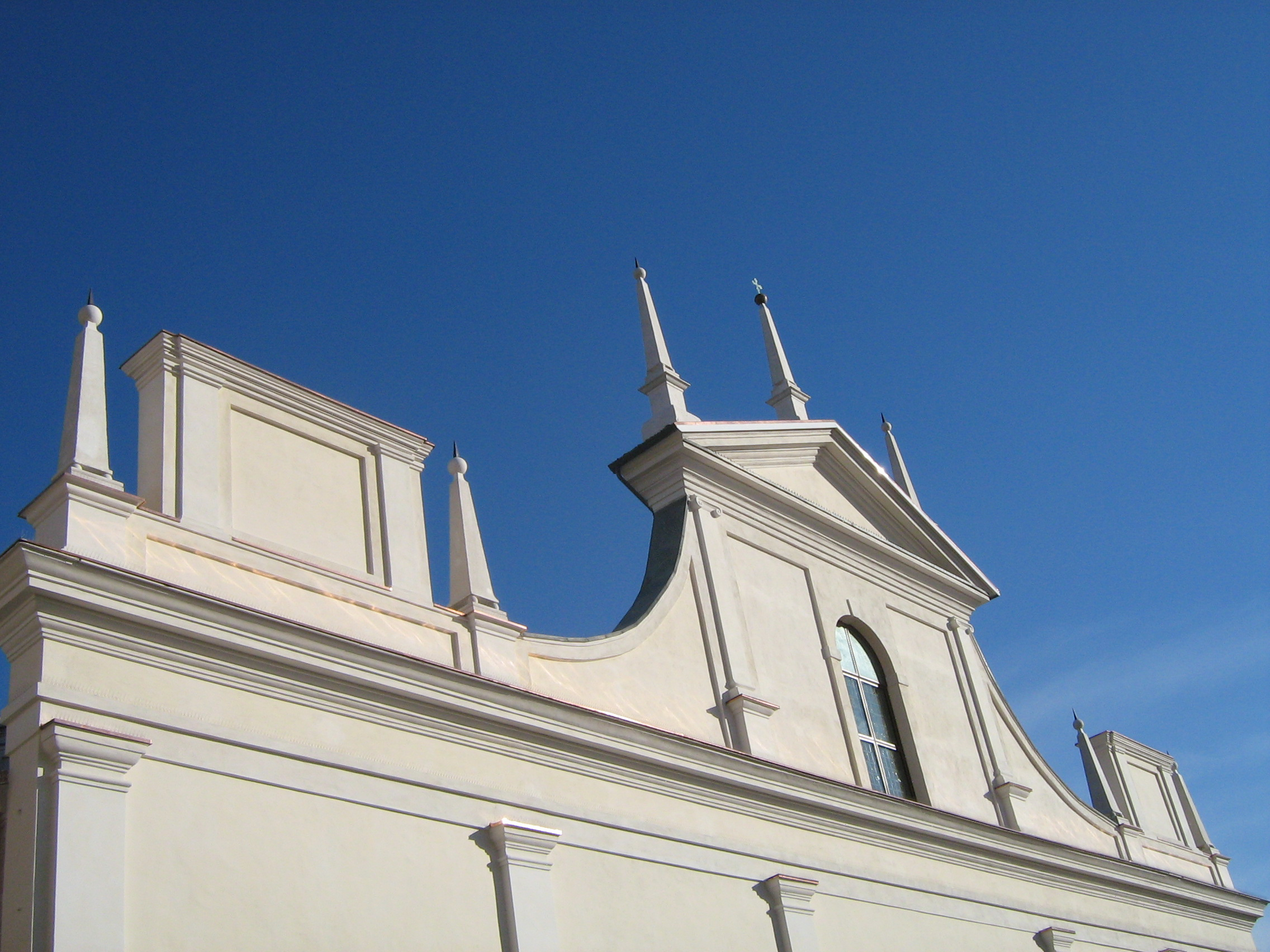
Castel Goffredo, chiesa prepositurale di Sant'Erasmo

- Parrocchia di Lonato, 1894, rifacimento organo Giovanni Tonoli del 1863[1]
- Parrocchia di Castel Goffredo, completamento organo di Tito Tonoli del 1887, 1889
- Parrocchia di Borgo Poncarale (opus 1), 1890
- Parrocchia di Villa Cogozzo, 1892
- Parrocchia di Roncadelle, 1892
- Parrocchia di Offlaga, 1893
- Parrocchia di Vezza d'Oglio, 1896
- Parrocchia di Roè Volciano, 1897
- Parrocchia di Lodrino, 1897
- Parrocchia di Lumezzane, 1897
- Parrocchia di Bassano Bresciano, 1898
- Parrocchia di Ospitaletto
- Parrocchia di Borgosatollo, 1899
- Parrocchia di Lograto, 1900
- Parrocchia di Bagnolo Mella, 1901